# Besmen
Besmen war eine russische Masseneinheit (Gewichtsmaß). Das Maß war in Nordrussland und Sibirien verbreitet. Besmen bedeutet Schnellwaage und war durch Gesetz im Kleinhandel um 1797 verboten, da es dem Betrug Vorschub leistete.
- 1 Besmen = 1,024 Kilogramm